# ویلی شفر (ورزشکار)
ویلی شفر (انگلیسی: Willy Schäfer; ۳۰ آوریل ۱۹۱۳ – ۱۶ اکتبر ۱۹۸۰) بازیکن هندبال اهل سوئیس بود.